# Sylvicola suzukii
Sylvicola suzukii är en tvåvingeart som först beskrevs av Matsumura 1916.  Sylvicola suzukii ingår i släktet Sylvicola och familjen fönstermyggor. Inga underarter finns listade i Catalogue of Life.